# Бейер, Пит
Пит Бейер (англ. Pete Beyer; 27 января 1987 года) — британский биатлонист.

## Карьера
Биатлоном начал заниматься в 2005 году. Через год ему удалось попасть в сборную Великобритании. Выступал на 4 Чемпионатах мира по биатлону, а также на юношеском первенстве планеты в Рупольдинге.
Своего лучшего результата спортсмен добился на Чемпионатах мира в Ханты-Мансийске, где занял 72-е место в спринте.
Пит Бейер является трёхкратным чемпионом Великобритании по биатлону.
По своей профессии - военнослужащий. Его личным тренером является Марк Уолкер. Завершил карьеру в сезоне 2012/2013 годов.

### Юниорские достижения
| Год  | Место проведения | Инд | Спр | Пр | Эст |
| 2008 | ЧМ Рупольдинг    | 70  | 60  | 58 | -   |

### Участие в Чемпионатах мира
| Год  | Место проведения  | Инд | Спр  | Пр | МС | Эст |
| 2009 | ЧМ Пхёнчхан       | 92  | 114  | -  | -  | 25  |
| 2011 | ЧМ Ханты-Мансийск | 91  | =72* | 47 | -  | LPD |
| 2012 | ЧМ Рупольдинг     | 103 | 129  | -  | -  | LPD |
| 2013 | ЧМ Нове-Место     | 102 | 104  | -  | -  | LPD |

- Примечание: показал одинаковый результат и разделил 72-е место литовцем Каролисом Златкаускасом и австралийцем Алексеем Альмуковым[1].